# Xyletobius silvestrii
Xyletobius silvestrii là một loài bọ cánh cứng thuộc họ Ptinidae.